# Пиер Дюкан
Пиер Дюкан (на френски: Pierre Dukan) е френски лекар и диетолог, и създател на популярната диета Дюкан.

## Биография
Роден е на 8 юли 1941 година в град Алжир, главен град на Френски Алжир по това време.
През 1975 г., когато за първи се сблъсква с тежък случай на затлъстяване, Пиер Дюкан е общопрактикуващ лекар в Париж. По това време се е считало, че хората с наднормено тегло или със затлъстяване се лекуват най-добре с диети, съдържащи нискокалорични храни, или с по-малко на брой хранения. Дюкан се съсредоточава върху проблема за изнамирането на алтернативен начин, чрез който да се попречи на пациентите да възвърнат изгубеното си тегло след диета. Той проектира нов подход в четири фази, включително стабилизиране и затвърждаване на резултата. След почти 20 години изследвания и опити Пиер Дюкан публикува откритията си през 2000 г. в книгата си „Je ne sais pas maigrir“ („Как да отслабнем завинаги“), която веднага се превръща във бестселър във Франция. В България също става бестселър, но не веднага след публикуването през лятото на 2006 г., а около половин година по-късно – за да остане в челото на класациите по продажби повече от две години. Книгата става бестселър и във Великобритания, след като Керъл Мидълтън кара дъщеря си Катрин, сега херцогиня на Кеймбридж, да приложи тази диета преди сватбата си с принц Уилям. Катрин сваля два размера на роклите си.
През март 2012 г. френският Съвет на Синдиката на лекарите обвинява Дюкан в нарушаване на етичния кодекс на организацията чрез практикуване на медицината като бизнес. През юли 2011 г. френски съд се произнася срещу Дюкан в опита му да осъди конкурента диетолог Жан-Мишел Коен за клевета, след като Коен критикува Метода Дюкан в пресата.
През януари 2012 г. Дюкан предлага в рамките на изпита бакалауреат (френската матура), който се полага от 17-годишните ученици във Франция, да бъде включен тест, който децата могат да преминават само ако теглото им е в приемливи граници. В резултат е принуден да се яви на дисциплинарно изслушване във връзка с тази публично направена забележка. През май 2012 г. Дюкан е изключен от Синдиката на лекарите във Франция по негово собствено настояване. През януари 2014 г. Дюкан е заличен от медицинския регистър, заради търговското промотиране на диетата му.